# Aanvullende dag van de republikeinse kalender
De aanvullende dagen, jours complémentaires van de Franse republikeinse kalender waren dagen aan het einde van het jaar, die wel tot het jaar, maar niet tot enige maand behoorden.
Aanvankelijk sansculottides (analoog aan sansculotte) genoemd, bij de wet van 4 frimaire II (24 november 1793), werden ze spoedig herdoopt in aanvullende dagen, bij een nieuwe wet van 7 fructidor III (24 augustus 1795).
Vergeleken met de gregoriaanse kalender begonnen ze op 17 of op 18 september en eindigden ze op 21, 22 of 23 september.
|                       |
| Jour de la vertu      |
| Jour du génie         |
| Jour du travail       |
| Jour de l'opinion     |
| Jour des récompenses  |
| Jour de la révolution |

| décade 1 |
| 1        |
| 2        |
| 3        |
| 4        |
| 5        |
| 6        |

|                       |
| Jour de la vertu      |
| Jour du génie         |
| Jour du travail       |
| Jour de l'opinion     |
| Jour des récompenses  |
| Jour de la révolution |

| décade 1 |
| 1        |
| 2        |
| 3        |
| 4        |
| 5        |
| 6        |

|                       |
| Republikeinse tijd:   |
| 1:94:22               |
| Midden-Europese tijd: |
| 05:30:20              |

De aanvullende dagen waren nodig omdat de kalender 12 maanden van elk 30 dagen telde, dus samen 360 dagen. Om het aantal van 365¼ dag (zonnejaar) vol te maken voegde men 5 dagen aan de kalender toe, plus nog 1 in de schrikkeljaren. Zij werden geplaatst na de laatste maand van het jaar, fructidor, teneinde de nieuwjaarsdag van de meridiaan van Parijs blijvend de dag te laten zijn waarop de herfstequinox valt. Zelfs al voor de naamsverandering vindt men teksten, toentertijd opgetekend, vooral in de akten van de burgerlijke stand uit het einde van de jaren II en III, die de opmerking « zulk een aanvullende dag van het tweede (derde) jaar van de Franse republiek » bevatten.
De zes aanvullende dagen:
- 1e aanvullende dag (primidi), genaamd jour de la vertu, dag van de deugd
- 2e aanvullende dag (duodi), genaamd jour du génie, dag van het vernuft
- 3e aanvullende dag (tridi), genaamd jour du travail, dag van de arbeid
- 4e aanvullende dag (quartidi), genaamd jour de l'opinion, dag van de meningsuiting
- 5e aanvullende dag (quintidi), genaamd jour des récompenses, dag van de beloning
- 6e aanvullende dag (sextidi), genaamd jour de la révolution, revolutiedag (alleen in de schrikkeljaren III, VII en XI)

| I | II | IV | V | VI |

| September | 1793 | 1794 | 1796 | 1797 | 1798 | September |

| I | II | IV | V | VI |

| September | 1793 | 1794 | 1796 | 1797 | 1798 | September |

| III | VII |

| September | 1795 | 1799 | September |

| III | VII |

| September | 1795 | 1799 | September |

| VIII | IX | X | XII | XIII |

| September | 1800 | 1801 | 1802 | 1804 | 1805 | September |

| VIII | IX | X | XII | XIII |

| September | 1800 | 1801 | 1802 | 1804 | 1805 | September |

| XI |

| September | 1803 | September |

| XI |

| September | 1803 | September |